# Імені Нурмата Сафарова
імені Нурма́та Сафа́рова (тадж. ба номи Нурмат Сафаров) — село у складі Хатлонської області Таджикистану. Входить до складу Галабського джамоату Фархорського району.
Село розташоване на річці Кизилсу.
Колишні назви — ферма № 2 совхоза Гіссар, Кизилсу, сучасна назва — з 29 березня 2012 року.
Населення — 2397 осіб (2010; 2421 в 2009).
Через село проходить автошлях А-385 Вахдат-Пандж.